# Маркович, Андрей Николаевич
Андре́й Никола́евич Марко́вич (1830—1907) — русский государственный  деятель, сенатор, действительный тайный советник и статс-секретарь императора Александра II.

## Биография
Родился 9 (21) ноября 1830 года в селе Туровка Прилуцкого уезда Полтавской губернии в семье Николая Андреевича Маркевича. Образование получил в Императорском училище правоведения, по его окончании в 1851 году был определён служить по ведомству Министерства юстиции.
Службу начал во 2-м отделении 6-го департамента Сената. В 1854 году был назначен секретарём Сената. В 1856 году был приглашён великой княгиней Еленой Павловной быть её личным секретарем, но он уклонился от этого предложения, предпочитая оставаться на службе исключительно в Сенате. В 1861 году он также отклонил предложение Санкт-Петербургского обер-полицмейстера Анненкова быть управляющим его канцелярией.
В 1863 году был избран председателем Санкт-Петербургской уголовной палаты. В 1866 году назначен членом Санкт-Петербургской судебной палаты. 1 января 1874 года произведён в действительные статские советники.
В 1877 году произведён в тайные советники и 18 декабря был назначен сенатором в уголовный кассационный департамент Сената. Назначен статс-секретарём императора.
Как музыкант-виолончелист он выступал в концертах с А. Рубинштейном, М. Римским-Корсаковым, А. Глазуновым. С 1881 года состоял помощником великого князя Константина Николаевича по Императорскому Русскому музыкальному обществу. На этом поприще он способствовал:

… принятию устава музыкальных училищ с правами по воинской повинности для окончивших их и с правами государственной службы для преподающих в них. Кроме того, Маркович исходатайствовал ежегодную субсидию из казны Киевскому, Харьковскому и Тифлисскому музыкальным училищам. Благодаря его настойчивости был решен вопрос о признании за консерваториями прав высших учебных заведений.
С 1890 года состоял помощником главного попечителя Императорского Человеколюбивого общества. К этому времени, с 1888 года он получил разрешение для своей семьи вновь именоваться Марковичами — написание фамилии изменил его дед, Андрей Иванович Маркевич (1782—1831).
В 1896 году произведён в действительные тайные советники.
По словам  Анатолия Фёдоровича Кони:

 Маркович был бледный, изящный старик, блиставший драгоценными камнями своих перстней, отличный музыкант и помощник митрополита по Человеколюбивому обществу, потихоньку осуждавший своего друга  Победоносцева, но редко имевший мужество сказать это прямо.
Скончался 11 (24) марта 1907 года в Санкт-Петербурге. Похоронен на Тихвинском кладбище Александро-Невской лавры.

## Награды
- Орден Святого Станислава 3-й ст.;
- Орден Святой Анны 3-й ст.;
- Орден Святого Станислава 2-й ст.;
- Орден Святой Анны 2-й ст.;
- Орден Святого Владимира 4-й ст.;
- Орден Святого Владимира 3-й ст.;
- Орден Святого Станислава 1-й ст.;
- Орден Святой Анны 1-й ст.;
- Орден Святого Владимира 2-й ст.;
- Орден Белого Орла;
- Орден Святого Александра Невского.